# Lee Ryan
 (avril 2015).
Si vous disposez d'ouvrages ou d'articles de référence ou si vous connaissez des sites web de qualité traitant du thème abordé ici, merci de compléter l'article en donnant les références utiles à sa vérifiabilité et en les liant à la section « Notes et références ».
Pour les articles homonymes, voir Ryan.
Lee Ryan, né le 17 juin 1983 à Chatham, dans le Kent, est un chanteur anglais membre du boys band Blue et est également acteur. Il poursuit également une carrière solo.

## Les débuts
Lee Ryan est né à Chatham (Kent). Sa mère, Sheila, et son père, John, se séparent alors qu'il est âgé de cinq ans. Lee vit la plupart du temps avec sa mère, sa sœur Gemma et sa grand-mère à Erith. Il a été élevé à Plumstead. À l'âge de cinq ans, on découvre qu'il souffre de dyslexie.
Lee suit des cours d'art dramatique avant de rejoindre le groupe Blue, notamment dans les écoles de Sylvia Young et Italia Conti. Au sein de Blue, Lee est un chanteur irremplaçable et est souvent considéré comme le chanteur principal du fait de ses solides performances vocales. Alors qu'il fait encore partie de Blue, Lee enregistre Stand Up As People pour l'album War Child. Il quitte le groupe en 2005 pour devenir un artiste solo après une carrière commercialement réussie avec le groupe. Le groupe Blue a décidé de se reformer et sera sur scène le 7 juin prochain à Londres. Un nouvel album est également en préparation.

## Carrière solo
Lee fut le premier membre du boysband Blue à poursuivre une carrière solo. Son premier single Army of Lovers sort le 18 juillet 2005. Il est en proie à des critiques mitigées et se place (et culmine) à la 3e place du classement des singles britanniques. Il est numéro 1 en Italie.
Le 1er août, Lee sort son premier album, Lee Ryan, qui donne lieu à des critiques divergentes. L'album atteint la sixième place dans le UK Albums Chart (classement des albums britanniques) et la troisième place en Italie, où il passe cinq semaines dans le top 10. Cet album sera vendu à 60 000 exemplaires en Italie, et 100 000 en Grande-Bretagne ne vendant que 185 000 album dans le monde.
Le 10 octobre, Lee sort son deuxième single solo, Turn Your Car Around. Le single bénéficie d'une importante promotion mais en raison de la sortie de son album et du manque d'enthousiasme pour son single, le titre ne réussit pas à atteindre le top 10, ne montant qu'à la douzième place.
À la fin de l'année 2005, Dolce & Gabbana choisit Lee comme visage britannique de leur nouvelle ligne de vêtements. Il est donc ambassadeur de la marque en Europe.
En janvier 2006, Lee sort son troisième et dernier single, When I Think of You. La chanson atteint la 15e place du top en Grande-Bretagne.
Plus tard, Lee présentera deux autres chansons au marché mondial. Real Love a été utilisé dans le générique de fin de L'Âge de glace 2, ce qui le conduira à prêter sa voix à un des personnages du film dans la version anglaise. How Do I a été publié sur le site web de Lee sous la forme d'une vidéo dirigée par le chanteur lui-même pour remercier ses fans de leur soutien. Lee avait déjà codirigé un clip des Blue, Breathe Easy, dont il avait écrit les paroles.
En 2004, il enregistre un morceau acoustique, inspiré par le film La passion du Christ s'intitulant Why Me.
Début 2014 il participe à l'émission Celebrity Big Brother 13, avec notamment le boxeur américain Evander Holyfield.
À la rentrée 2018 il participe à Strictly Come Dancing 16.

## Le second album
Après le relatif échec de son premier album solo, Lee est actuellement[Quand ?] en train d'enregistrer son second opus qui devrait sortir sous l'ancien label des Blue, EMI après que Lee ait quitté Sony BMG pour cause de différents artistiques.
On parle des collaborations de Jo O'Meara, d'Elton John, et de Simon Webbe de Blue.
Cependant rien n'a encore été confirmé, la chanson Peaches, que Lee avait interprétée lors de différents concerts et qui se trouve sur sa page MySpaceAlthough, devrait faire partie de cet album tout comme It's Not Me, une chanson dont Lee avait dit qu'il aurait préféré la trouver dans le premier album mais qui n'avait pas été prête à temps; ainsi que Stand Up As People et Free que l'on trouve aussi sur sa page MySpace.
Lee a déjà commencé la promotion du nouvel album[Quand ?] avec un certain nombre de concerts live et acoustiques à travers la Grande-Bretagne. Il a aussi annoncé, sur son site Internet, qu'il avait récemment terminé de tourner un show TV pour la chaîne anglaise BBC2 qui devrait être diffusé en avril[Quand ?]. Il a aussi participé à 24 Hours With... pour ITV qui devrait être diffusé en juin[Quand ?].
L'une des nouvelles chansons de Lee devrait être Beautiful Spiritual et serait le premier single du second album.
Pour le moment, la sortie d'un prochain album n'est pas dans les plans de Lee qui préfère se concentrer sur sa carrière cinématographique.[Quand ?]

## Controverses
Lee a été dans plusieurs bars et clubs fréquentés par des célébrités, ce qui eut pour conséquence d'attirer les paparazzi avec lesquels il s'est déjà battu.

## Filmographie
- Holby City (12 octobre, 2000) - Guest appearance
- L'Âge de glace 2 (2006) - version italienne
- The Heavy (2007)

## Discographie

### Albums
- Lee Ryan

### Singles
| Année | Titre                | Positions dans les charts | Positions dans les charts | Positions dans les charts | Album      |
| Année | Titre                | UK Singles                | UK Downloads              | ITA                       | Album      |
| ----- | -------------------- | ------------------------- | ------------------------- | ------------------------- | ---------- |
| 2005  | Army of Lovers       | 3                         | 17                        | 1                         | Lee Ryan   |
| 2005  | Turn Your Car Around | 12                        | 22                        | 2                         | Lee Ryan   |
| 2005  | When I Think of You  | 15                        | 29                        | —                         | Lee Ryan   |
| 2006  | Real Love            | —                         | —                         | —                         | Lee Ryan   |
| 2007  | Reinforce Love       | 101                       | —                         | —                         | A New Soul |

## Source(s)
- (en) Cet article est partiellement ou en totalité issu de l’article de Wikipédia en anglais intitulé « Lee Ryan » (voir la liste des auteurs).